# Powiat cieszyński zachodni
Powiat cieszyński zachodni – powiat istniejący w 1938 roku na Zaolziu w ramach województwa śląskiego.
W październiku 1938 roku Polska wydała wobec Czechosłowacji ultimatum, w którym domagała się przekazania ziem Zaolzia, przejętych przez Czechosłowację na początku okresu dwudziestolecia międzywojennego. Po podporządkowaniu się Czechosłowacji temu ultimatum Polska objęła władzę nad Zaolziem. Terytorium to było podzielone na powiaty czeskocieszyński i frysztacki. W ramach tymczasowej organizacji terytorium zmieniono jedynie nazwę powiatu czeskocieszyńskiego na cieszyński zachodni, a miasta Czeski Cieszyn na Cieszyn Zachodni.
27 października 1938 roku władze województwa śląskiego dokonały ostatecznego podziału administracyjnego przyłączonych ziem. Na poziomie gmin połączono jedynie Czeski Cieszyn i Cieszyn w jedną gminę. Gminy przyporządkowano do powiatów, przy czym granice powiatu frysztackiego nie uległy większym zmianom w stosunku do czasów czeskich, a tereny powiatu cieszyńskiego zachodniego włączono do powiatu cieszyńskiego.
Tą samą ustawą powołano tymczasowy wydział powiatowy dla zachodniej części powiatu cieszyńskiego, który miał istnieć do czasu wyboru właściwych władz powiatowych. Tymczasowy wydział składał się z sześciu członków, w tym przewodniczącego jako starosty i wiceprzewodniczącego jako wicestarosty. Dodatkowo zobowiązano tymczasowego starostę do powołania przy komisarzach rządowych w każdej gminie rad przybocznych złożonych z pięciu członków.
31 stycznia 1939 roku do zachodniej części powiatu cieszyńskiego włączono nowe tereny należące do 1938 roku do Czechosłowacji: gminy lub części gmin Bartowice, Błędowice Górne, Błędowice Średnie, Ligota Dolna, Ligota Górna, Morawka, Noszowice, Szonów, Wojkowice i Żermanice. W wyniku przeprowadzonej jednocześnie reorganizacji:
- do gminy Szonów włączono fragmenty gminy Bartowice
- do gminy Żermanice włączono fragmenty gminy Błędowice Górne
- do gminy Błędowice Dolne fragmenty gminy Błędowice Średnie i przemianowano tę gminę na Błędowice
- do gminy Dobracice fragmenty gmin Ligota Dolna, Ligota Górna i Noszowice[2]

Aż do wybuchu II wojny światowej proces integracji prawno-organizacyjnej dotyczącej wchłonięcia ziem zaolziańskich nie został ukończony. Tereny powiatu cieszyńskiego zachodniego zostały formalnie włączone do powiatu cieszyńskiego, ale w aktach prawnych wymieniano „zachodnią część powiatu cieszyńskiego” osobno.

## Gminy miejskie i wiejskie
| Stan na 27 października 1938 roku | Stan na 31 stycznia 1939 roku |
| --- | --- |
| 1. Błędowice Dolne 2. Boconowice 3. Bukowiec 4. Bystrzyca 5. Cierlicko Dolne 6. Cierlicko Górne 7. Datynie Dolne 8. Dobracice 9. Domasłowice Dolne 10. Domasłowice Górne 11. Gnojnik 12. Grodziszcze 13. Gródek 14. Guty 15. Herczawa 16. Jabłonków 17. Karpętna 18. Kocobędz 19. Kojkowice 20. Koszarzyska 21. Końska 22. Leszna Dolna 23. Leszna Górna 24. Ligotka Kameralna 25. Łomna Dolna 26. Łomna Górna 27. Łyżbice 28. Milików 29. Mistrzowice 30. Mosty koło Cieszyna 31. Mosty koło Jabłonkowa 32. Nawsie 33. Niebory 34. Nydek 35. Oldrzychowice 36. Piosek 37. Ropica 38. Rzeka 39. Sibica 40. Stanisłowice 41. Szumbark 42. Śmiłowice 43. Toszonowice Dolne 44. Toszonowice Górne 45. Trzanowice 46. Trzycież 47. Trzyniec 48. Tyra 49. Wędrynia 50. Wielopole 51. Żuków Dolny 52. Żuków Górny 53. Żywocice | 1. Błędowice 2. Boconowice 3. Bukowiec 4. Bystrzyca 5. Cierlicko Dolne 6. Cierlicko Górne 7. Datynie Dolne 8. Dobracice 9. Domasłowice Dolne 10. Domasłowice Górne 11. Gnojnik 12. Grodziszcze 13. Gródek 14. Guty 15. Herczawa 16. Jabłonków 17. Karpentna 18. Kocobędz 19. Kojkowice 20. Koszarzyska 21. Końska 22. Leszna Dolna 23. Leszna Górna 24. Ligotka Kameralna 25. Łomna Dolna 26. Łomna Górna 27. Łyżbice 28. Milików 29. Mistrzowice 30. Morawka 31. Mosty koło Cieszyna 32. Mosty koło Jabłonkowa 33. Nawsie 34. Niebory 35. Nydek 36. Oldrzychowice 37. Piosek 38. Ropica 39. Rzeka 40. Sibica 41. Skalite 42. Stanisłowice 43. Szobiszowice 44. Szonów 45. Szumbark 46. Śmiłowice 47. Świerczynowiec 48. Toszonowice Dolne 49. Toszonowice Górne 50. Trzanowice 51. Trzycież 52. Trzyniec 53. Tyra 54. Wędrynia 55. Wielopole 56. Wojkowice 57. Żermanice 58. Żuków Dolny 59. Żuków Górny 60. Żywocice |